# Gato exótico

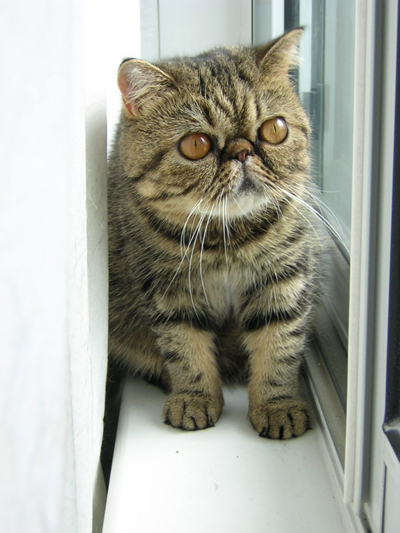
Exótico de pelo corto

El gato exótico es una raza de gato que tiene la complexión del gato persa pero con el pelo corto. Se obtuvo por hibridación del british shorthair y el american shorthair con los persas, obteniéndose un gato de complexión robusta y pelo corto y denso. Esto se hizo con motivo de agregar el gen del pelo corto al pool de genes del persa. Está aceptado como raza pura desde 1967, cuando compitieron en el campeonato 1.º de Mayo.
Si bien no goza de la popularidad del gato persa, esta raza se ha extendido rápidamente gracias a que el cuidado del pelo es menos complicado y al no caerse tanto, genera menos alergias.
Durante el programa de hibridación se hicieron cruces también con el azul ruso y con el sagrado de Birmania. Desde 1987 solo se puede cruzar con el gato persa. La Federación Internacional Felina reconoció el gato exótico en 1986.
La versión anaranjada atigrada es conocida por ser la raza de Garfield. 

## Características
El gato exótico tiene un diseño compacto, cuerpo redondeado, fornido, con un pelo corto y grueso. Sus grandes ojos redondos, nariz chata corta, la expresión facial dulce, y orejas pequeñas le dan una gran apariencia.

## Descripción
- Cabeza:

Redonda y maciza. Cráneo muy amplio. Redondeado frente. Mejillas redondas y completas. Morro ancho y redondo. Nariz corta y ancha, pronunciada. Barbilla fuerte. Mandíbulas anchas y poderosas para comer y digerir bien.
- Orejas:

Pequeñas, redondeadas en la punta, no demasiado abiertas en la base. Ampliamente espaciadas y bien cubiertas de pelo en el interior, como las de un gato normal, con un poco de anatomía diferente.
- Ojos :

Grandes, redondos y bien separados, los colores más básicos son marrones, azules y verdes.
- Cuello :

Corto y grueso, no se pueden estirar.
- Cuerpo :

De tamaño mediano. Pecho amplio, enormes hombros. De huesos grandes y poderosos músculos. Peso: 3,5-7
- Pata:

Corta, recta y grande. Patas redondas, de grandes dimensiones. Copos de pelo entre los dedos son deseables.
- Cola :

Corta, gruesa y llevada baja. Punta redondeada.
- Pelo :

Pelo corto, pero un poco más largo que el de otras razas de pelo corto. Denso, de pelo esponjoso y erecto. Posee pelo y subpelo por lo que hay que peinarlo con peine de metal con puntas redondas.

## Carácter

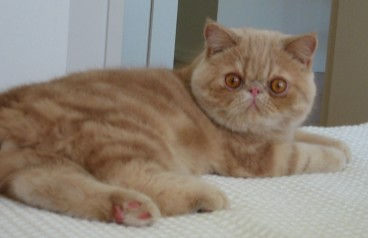
Gato exótico de pelo corto

El gato exótico tiene una personalidad suave y tranquila que recuerda a los persas, pero es más vivo. Curiosos y juguetones, es amigable con otros gatos y perros. Raramente maúlla. Tienden a mostrar más cariño y lealtad que la mayoría de las razas.
En febrero de 2007 se constituyó legalmente la Asociación Latinoamericana del Gato Exótico quienes como organización buscan impulsar en Latinoamérica la afición, la cría responsable y tenencia de esta raza felina.